# Ignite (Prozessor)
Der Ignite-Prozessor ist Abkömmling des SHboom-Chips. Ein von Charles „Chuck“ Moore und Russel Fish III entwickelter low-cost-high-speed Prozessor mit erstmals integriertem dynamischen Speicher (DRAM) und erstmals variablem Taktgenerator („Fish-Clock“). Es entstanden 3 Prozessorgenerationen SHBoom → Ignite → Inflame I und II. Wirtschaftlich ein Misserfolg, aber die intellektuelle Grundlage vieler späterer Prozessoren anderer Hersteller. Aus diesem Grund von diversen Branchengrößen wie Intel, AMD, HP und Sony lizenziert.